# Вьюхово
Вьюхово — деревня в Клинском районе Московской области, в составе Городского поселения Клин. Население — 9 чел. (2010). До 2006 года Вьюхово входило в состав Спас-Заулковского сельского округа.

## Расположение
Деревня расположена в северной части района, примерно в 13 км к северу от города Клин, у границы с Тверской областью, на безымянном ручье, левом притоке реки Ведома (правый приток реки Дойбицы), высота центра над уровнем моря 172 м. Ближайшие населённые пункты — Владыкино в 2 км на севере и Березино в 3 км на юго-запад. Через деревню проходит региональная автодорога 46Н-03760 (автотрасса М10 «Россия» — Борщево — Московское большое кольцо).

## Население
| 2002 | 2006 | 2010 |
| ---- | ---- | ---- |
| 11   | ↗15  | ↘9   |